# Portrait de jeune homme (Sweerts)
Pour les articles homonymes, voir Portrait de jeune homme.
Le Portrait de jeune homme est un tableau du peintre flamand Michael Sweerts (1618-1664) conservé au musée de l'Ermitage de Saint-Pétersbourg.

## Description
Composé en 1656 alors que l'auteur avait trente-huit ans, ce tableau dans la veine caravagesque représente un jeune homme soigné, aux cheveux châtain séparés par une raie médiane, d'environ vingt ans. Son vêtement noir dont le pourpoint crevé laisse paraître une fine chemise de lin blanc est simple et de bonne qualité. Ce jeune homme assis, sans doute un clerc d'écritures, est occupé à faire les comptes sur une table revêtue d'un drap vert; mais il s'ennuie. Les registres de comptes sont fermés, la feuille de papier qu'il tient dans la  main gauche est repliée. L'encrier est propre, les pièces de monnaie, bien rangées, la petite bourse bleue contenant les pièces est fermée d'un ruban. Le jeune homme semble attendre que quelqu'un vienne le chercher. Il appuie la tête sur la main droite et montre une main gauche fine et molle avec une bague au petit doigt. Ses manches sont lacées par un fin ruban noir. Le jeune clerc regarde le « spectateur » du tableau, les yeux attentifs et un peu las. Il est assis les jambes grand ouvert, dans l'expectative. La feuille de papier ouverte porte l'inscription latine ratio quique [sic] reddenda.
Ce tableau est peint alors que Michael Sweerts vient d'arriver à Bruxelles, après de longues années à Rome avec ses amis bamboccianti. C'étaient de bons vivants et des noceurs qui menaient bonne chère et peignaient souvent les bas-fonds de Rome. Sweerts avait autour de lui de jeunes compagnons plus jeunes. Il ouvrit d'ailleurs un atelier de dessin à Bruxelles. Quelques années plus tard, une conversion brusque l'enthousiasme comme une nouvelle jeunesse. Il dit adieu à sa vie de bamboche et entre chez les missionnaires de la MEP, rêvant d'orient...